# Gonçalo Ramos
Gonçalo Matias Ramos (født 20. juni 2001) er en portugisisk professionel fodboldspiller, som spiller for Ligue 1-klubben Paris Saint-Germain og Portugals landshold.
Den 10. november 2022 blev Ramos udtaget til Portugals 26 mand store trup til VM i fodbold 2022 i Qatar.

## Karriere

### Landshold
Den 10. november 2022 blev Ramos udtaget til Portugals trup på 26 til VM i fodbold 2022 i Qatar. Han fik sin senior landsholdsdebut i en venskabskamp mod Nigeria den 17. november, hvor han scorede Portugals tredje mål og lavede assist til det fjerde i 4–0 sejren. Den 6. december besluttede Portugals træner, Fernando Santos at Ramos skulle være med i startopstillingen i stedet for Cristiano Ronaldo i holdets ottendedelsfinale ved VM i fodbold 2022 mod Schweiz. Ramos scorede hat-trick og lavede en assist i Portugals 6–1 sejr, og blev den første spiller, der scorede hattrick ved VM siden Tomáš Skuhravý i 1990. Han blev også den første spiller, der scorede hat-trick i sin første VM kamp siden Miroslav Klose i VM i fodbold 2002.